# 杨卫泽
杨卫泽（1962年8月—），男，汉族，籍贯江苏武进，生于南通专区南通县（今南通市通州区），中华人民共和国政治人物。曾任中共江苏省委常委、中共南京市委书记，中国共产党第十八届中央委员会候补委员。杨卫泽还是中共十七大代表，第十届全国人大代表，江苏省第十二届人民代表大会代表。

## 简历
1978年12月起，在南京航务工程专科学校（现为东南大学交通学院）学习港口水工建筑专业。在职研究生学历、硕士学位。
1981年8月，进入江苏省交通厅工作。1988年4月加入中国共产党。1998年4月，升任江苏省交通厅厅长。
2000年12月，任中共苏州市委副书记。次年1月起，兼任苏州市人民政府代市长、市长。
2004年11月，任中共无锡市委书记。2006年11月，任中共江苏省委常委。
2011年3月23日，升任中共江苏省委常委、中共南京市委书记。

## 落马

### 调查传闻
早在2013年乃至更早开始，南京民间就传闻杨卫泽即将接受调查。 
2013年12月，之前担任江苏省副省长、省人民政府党组成员的缪瑞林，就任中共南京市委副书记、代市长。这时，“杨卫泽即将出事”的传闻再度散播。有接近杨卫泽的人士透露，杨卫泽对此亦知情，杨希望能够通过圆满举办青奥会，展现自己的能力，并获得保护或认可。杨卫泽全力投入到青奥会的筹备当中。该人士称杨为青奥会的举办为“可谓殚精竭虑。”
2014年7月29日，前中共中央政治局常委周永康涉嫌严重违纪被中共中央纪委立案审查。公开场合，杨卫泽坚定地拥护中共中央对周永康的处理决定。在中共南京市委举行的多次会议上，杨卫泽一再告诫各级官员要不被腐败击倒。
2014年7月28日至9月27日之间，中共中央第十二巡视组正在对江苏省进行巡视。2014年9月13日，中共中央纪委公布了中共南京市委常委、建邺区委书记冯亚军涉嫌严重违纪违法被查的消息。而杨卫泽与冯亚军关系熟络，被消息人士形容为“关系非同一般”。2014年6月18日，南京市六合区区委书记娄学全因调研时接受宴请并收受2000元慰问金遭免职。而9月18日，南京市警方发布消息称，娄学全早晨在家中自缢身亡。娄学全与杨卫泽同属交通系统出身的官员，两人相识多年，娄学全在南京市交通局任职时，杨卫泽的妻子也在该局任职，知情人称，娄学全对杨妻多有照顾。冯亚军、娄学全均是2011年6月后担任现职，彼时杨卫泽履新中共南京市委书记刚3个月。两位关系密切的下属接连出事，当地官场和媒体对杨卫泽都非常关注。
一段时间，杨卫泽多天未见诸《南京日报》报端，这让杨卫泽再度引起关注。2014年9月17日，杨卫泽在江西省井冈山干部学院学习时撰文，题目是“当官不易是当干部的应有之义”。杨引用中共中央总书记习近平提出的“好干部标准”，即：“信念坚定、为民服务、勤政务实、敢于担当、清正廉洁”，“达到这样的要求很难，可以说，为官不易，当好官更加不易，需要我们一生追求与奋斗。”有消息人士介绍，原本被杨卫泽指定在《南京日报》、南报网等南京官方媒体刊发这篇文章不知何故，未予刊登。2014年10月8日，习近平在中共群众路线教育实践活动总结大会上发表讲话，明确回应“为官不易”的说法，表示“如果组织上管得严一点、群众监督多一点就感到受不了，就要‘为官不易’，那是境界不高、不负责任的表现。”。2014年10月12日，新华网刊发据信有官方背景的署名为“国平”的文章，标题为《叹“当官不易”者不宜为官》。南京多位官员评论，杨卫泽的“为官思想”与中共中央倡导的精神不一致。
南京青奥会结束后，杨卫泽没有如愿接到上级的调令，而即将在南京举办的国家公祭日被杨卫泽视为另一次“正名”的机会。中共南京市委一位官员表示，各种传言之下，杨卫泽的焦虑显而易见，“经常发无名火”，一反常态。该官员同时介绍，之前官场有传言，假如杨卫泽圆满完成举办青奥会的任务，可能会调往他省，并“平安着陆”。同时，南京青奥会的表彰大会也迟迟没有召开。南京市层面有关表彰大会的筹备工作早已完成，最初的计划2014年10月召开，但开会日期反复延迟。
知情人士介绍，在筹备将在南京举办的国家公祭日活动过程中，杨卫泽十分严苛，问责了多名南京市分管官员。中国官方媒体公开报道显示，2014年12月13日至14日，在参加南京大屠杀死难者国家公祭仪式期间，习近平在中共江苏省委书记罗志军、江苏省省长李学勇陪同下，前往江苏多地调研。但是作为中共南京市委书记的杨卫泽，并未参与陪同，也未汇报和获得接见。有曾长期接近杨卫泽的南京市官员介绍，在公祭日活动后，杨卫泽十分低调，很少发表意见，批文件也不给予明确表态，将工作都推给市长。
据知情人士向媒体透露，杨卫泽最后一两个月显得“不安、焦虑”。在2015年1月1日的由南京市政府组织的长跑活动上，有现场靠近杨的市民指杨卫泽显得“心事重重”、“面色沉重”、“少与人交流”。这是他落马前面对公众的最后一次亮相。
2015年1月4日下午，正在主持中共南京市委常委民主生活会的杨卫泽会中接到电话，被通知去中共江苏省委办公处，会议中途休会，杨卫泽赶往江苏省委。杨卫泽在江苏省委处所内发现中纪委的工作人员后，立刻做出向窗户跑欲跳楼的举动，后被摁住。随后，杨被中共中央纪委的办案人员带走。傍晚，新浪微博上流传出杨卫泽被带往北京的照片。照片背景是南京南站，杨着深色衣服，戴白色口罩，双手疑被铐住，周遭一圈人相围。杨卫泽调查后，杨卫泽的秘书、南京市委办公厅副主任张志炎、杨卫泽的妻子、江苏省交通厅高级工程师蔡声佩均被带走并调查。当日19时45分，中共中央纪委宣布其涉嫌严重违纪违法，接受组织调查。
2015年1月8日，中共中央组织部有关负责人证实，中共中央已免去其领导职务。2015年6月5日，南京市十五届人大常委会第十八次会议决定，杨卫泽辞去江苏省第十二届人民代表大会代表职务。2015年7月31日，中纪委宣布，杨卫泽严重违纪违法被开除党籍和公职。

### 涉案原因
2004年11月—2011年3月杨卫泽曾任六年多的中共无锡市委书记，据《北京青年报》报道，由于无锡是第十七届中共中央政治局常委周永康的家乡，作为地方领导的杨卫泽曾经由周永康的弟弟周元青牵线搭桥，前往北京与周永康见面。后因叫停对周家乡的拆迁工程，受到了周永康的赞赏。另据报道，杨卫泽还与周永康家族有亲密的利益输送关系。
此外，有消息指杨的秘书、中共南京市委办公厅副主任张志炎及杨的妻子也先后被中共中央纪委带走。有来自苏州市消息人士向记者表示，在任中共苏州市委副书记、市长期间，杨卫泽曾将北环快速路工程包给自己的亲戚，其中也有其夫人的参与。由杨卫泽推动的“科举博物馆”的建设也受到诟病，当地媒体称该工程耗资70亿，被杨卫泽强力推进拆迁工作。
而杨卫泽和季建业作为南京市党、政一把手时，两人间的矛盾近乎公开。矛盾高潮出现在季建业落马前夕，杨卫泽对于季建业主导的“雨污分流工程”进行公开批评。在中共南京市委召开的民主生活会上，杨卫泽反复三次打回季建业就雨污分流工程所做的自我剖析报告。在季建业受调查后次日，杨卫泽公开指斥季建业主导的雨污分流工程“劳民伤财”、“搞花架子”。2013年10月，杨卫泽在接受英国《卫报》记者采访时就季建业落马问题表示，“开除季建业就像一台切除肿瘤的手术，虽然会疼，但最终会使身体康复。”杨卫泽切割与季建业关系的言论被部分南京官员认为包含杨、季二人之间的个人过节、施政理念差异等因素，但最重要的原因在于杨卫泽或希望借此表明自己坚决反腐的立场和决心。《新京报》报道称，季建业被双规后，季的岳父、前江苏省常务副省长高德正常年在北京举报杨卫泽贪污腐败问题。
2015年1月4日，担任无锡新区党工委宣传部长的余敏燕被纪委调查，据报道她是杨卫泽情妇，两人育有一女。
另据新加坡《联合早报》报道，20世纪90年代杨卫泽从江苏省交通厅处长，一路升到副厅长、厅长时，当时任中共江苏省委书记的是陈焕友。陈焕友1983年出任江苏省副省长，1989年任江苏省省长，1993年任江苏省委书记。2000年1月，曾任中共中央政治局委员、国务院副总理的回良玉当时接任中共江苏省委书记后，陈焕友仍续任江苏省人大常委会主任，直到2003年退休。杨卫泽2006年跻身副部级高官，当时的中共江苏省委书记是时任中共中央政治局委员、中国国家副主席的李源潮。

### 审判结果
2016年8月3日，浙江省宁波市中级人民法院一审公开开庭审理了江苏省委原常委、南京市委原书记杨卫泽受贿一案。宁波市人民检察院指控：2005年至2014年，被告人杨卫泽利用担任中共江苏省委常委、无锡市委书记、南京市委书记等职务上的便利，为赵晋实际控制的多家房地产公司、江苏三房巷集团有限公司等单位和个人在房地产开发、职务晋升等事项上提供帮助，直接或通过其妻非法收受上述单位和个人给予的财物共计折合人民币1643.4643万元。依法应以受贿罪追究杨卫泽的刑事责任。
2016年12月14日，浙江省宁波市中级人民法院公开宣判江苏省委原常委、南京市委原书记杨卫泽受贿案，经审理查明：2005年至2014年，被告人杨卫泽先后利用担任中共无锡市委书记、江苏省委常委、南京市委书记等职务上的便利，直接或者通过其妻非法收受相关人员给予的财物共计折合人民币1643.4643万元。决定对被告人杨卫泽以受贿罪判处有期徒刑12年6个月，并处没收个人财产人民币200万元；对杨卫泽受贿所得财物及其孳息予以追缴，上缴国库。

## 搭档
1. 章俊元，1996年9月－2000年8月任江苏省交通厅副厅长，2006年7月20日，因受贿118万元、行贿200万元被厦门市中级法院判处有期徒刑20年；1998年4月－2000年12月杨卫泽时为江苏省交通厅厅长。
2. 姜人杰，2001年2月－2004年8月任苏州市副市长，2008年10月24日，因受贿1.0857亿元被南京市中级法院判处死刑；2001年1月－2004年11月杨卫泽时为苏州市市长。
3. 毛小平，2003年3月－2011年5月任无锡市市长，2012年2月29日，因受贿57万元被开除党籍；2004年11月－2011年3月杨卫泽时为中共无锡市委书记。
4. 季建业，2009年8月－2013年10月任南京市市长，2015年4月7日，因受贿1132万元被烟台市中级法院以受贿罪判处有期徒刑15年；2011年3月－2015年1月杨卫泽时为中共南京市委书记。
5. 王珉，2002年5月－2004年10月任中共苏州市委书记，2017年8月4日，因受贿1.46亿元、贪污100万元被洛阳市中级法院判处无期徒刑；2001年1月－2004年11月杨卫泽时为苏州市市长。
6. 缪瑞林，2013年12月－2018年1月任南京市市长，2019年11月19日，因受贿720万元被青岛市中级法院以受贿罪判处有期徒刑10年6个月；2011年3月－2015年1月杨卫泽时为中共南京市委书记。

## 家庭
杨卫泽祖籍常州市武进区，其父年轻时从武进来到南通，在位于张芝山镇的通海地区医院（现南通市第三人民医院）从事外科医生工作。
妻子蔡声佩是江苏省交通厅高级工程师。兩人育有一女杨尔汝，曾就讀於南京外国语学校、清華大學人文社科学院社会科学实验班社会学系，毕业后前往美国纽约州立大学石溪分校学习、后转学至哈佛大学，現居美國波士頓，已婚。